# Émeute de la pastèque
L'émeute de la pastèque, ou guerre de la pastèque (en anglais : watermelon riot, ou watermelon war), se produit dans la soirée et la nuit du 15 avril 1856 à Panama, alors capitale de l'État de Panama, dans la république de Nouvelle-Grenade. Des affrontements éclatent entre des Américains et la population locale après qu'un Américain a refusé de payer une tranche de pastèque à un vendeur ambulant. Une vingtaine de personnes sont tuées et plusieurs dizaines blessées avant le retour au calme. Les entreprises américaines, y compris la gare ferroviaire, sont gravement endommagées.
En conséquence, des forces américaines occupent brièvement Panama en septembre et la Nouvelle-Grenade est contrainte de payer des réparations aux victimes.

## Contexte
Tout au long du XIXe siècle, l'implication des États-Unis s’est accrue dans l'isthme de Panama, devenu la zone la plus pratique d'Amérique centrale pour un transit transocéanique rapide. L'expansion des États-Unis vers l'ouest s'est accélérée après la guerre américano-mexicaine et la ruée vers l'or en Californie, et le transit de l'isthme a permis un accès plus rapide au Pacifique pendant une période où la traversée des régions du centre-ouest et de l'ouest des États-Unis était difficile et souvent dangereuse. Cela a conduit à des négociations récurrentes entre les gouvernements de la République de Nouvelle-Grenade, dont le Panama faisait partie, et les États-Unis. Le traité le plus important résultant de ces négociations était le traité Mallarino-Bidlack de 1846 dans lequel la République de Nouvelle-Grenade reconnaissait que les États-Unis pouvaient intervenir pour garantir la neutralité de l'isthme.
Cette clause, qui visait à l'origine à protéger l'isthme contre un contrôle étranger, a finalement été interprétée comme permettant aux interventions américaines de protéger les intérêts américains contre tout danger résultant de troubles locaux ou de nombreuses guerres civiles qui ont ravagé la Nouvelle-Grenade. Jusqu'à la construction du canal de Panama, la principale préoccupation des États-Unis sur l'isthme était la protection du chemin de fer du Panama, achevé en 1855.
Avant l'achèvement du chemin de fer, l'économie locale dépendait du transport de marchandises et de passagers via des bateaux fluviaux et des trains de mules. Le chemin de fer a provoqué de graves bouleversements économiques pour de nombreux Panaméens qui travaillaient dans ce secteur. La perte de leur gagne-pain a causé du ressentiment contre le chemin de fer et les Américains en général.

## L'émeute
Dans l'après-midi du 15 avril 1856, un train transportant 1 000 passagers à destination de la Californie, dont une minorité non négligeable de femmes et d'enfants, arrive à Panama. La marée basse au moment de leur arrivée les empêche de monter immédiatement à bord du navire à vapeur américain John L. Stephens, qui doit partir pour San Francisco une fois les passagers et les marchandises chargés. En attendant que la marée monte, un certain nombre de passagers explorent les environs de La Cienaga, un quartier pauvre où vivent des esclaves affranchis, des ouvriers, des artisans et de nouveaux immigrants,
L'incident commence vers 18 heures, lorsqu'un groupe de trois ou quatre passagers américains affronte un vendeur de fruits, José Manuel Luna, près de la gare. L'un des passagers, qui se nommait probablement Jack Oliver, prend une tranche de pastèque et refuse ensuite de la payer. Après un échange verbal, Oliver sort une arme à feu et Luna s'approche avec un couteau. L'un des autres passagers intervient et paye le fruit à Luna. Immédiatement après, Miguel Habrahan s'échappe d'une foule d'habitants, arrache l'arme à Oliver et s'enfuit dans le quartier environnant. Peu après, des centaines d'hommes armés de machettes, de pierres et d'autres armes se rassemblent et commencent à se battre avec les Américains qui ripostent avec leurs fusils et d'autres armes,.
Les combats initiaux se concentrent autour des commerces appartenant à des Américains à La Cienaga. En quelques heures, la Pacific House, l'Ocean Hotel et le magasin MacAllister sont totalement détruits. Après une brève accalmie dans la violence, une deuxième explosion éclate contre la gare ferroviaire où la plupart des Américains se sont réfugiés. Cette fois, la foule est rejointe par la police de Panama qui tente de prendre le contrôle de la situation mais reçoit ensuite l'ordre du gouverneur provincial par intérim, Francisco de Fabrega, d'attaquer la gare. La plupart des décès cette nuit-là se produisent une fois que la police et la foule ont réussi à entrer dans le bâtiment. La gare est détruite, des sections de voies ferrées sont arrachées et des lignes télégraphiques sont coupées. Les violences dans et autour de la gare prennent fin à l'aube,,.
Le consul américain à Panama signale que quinze Américains ont été tués et au moins cinquante autres blessés dans la mêlée. En outre, deux Panaméens ont été tués et treize autres blessés.

## Conséquences
Au lendemain de l'émeute, les deux pays ouvrent des enquêtes pour en déterminer les causes. Les États-Unis chargent Amos Corwine (en) de préparer un rapport pour le département d'État. Corwine est un ancien consul des États-Unis à Panama, et son frère travaille pour la Pacific Mail Steamship Company, qui a d'importants intérêts commerciaux au Panama. Le rapport final de Corwine accuse Miguel Habrahan d'avoir volé l'arme à Oliver et d'avoir fait signe aux « nègres indigènes » (expression utilisée par Corwine) de lancer une attaque préméditée avec la connivence des fonctionnaires du Panama.
L'enquête au nom de la Nouvelle-Grenade est menée par le ministre des Affaires étrangères Lino de Pombo (es) et Florentino Gonzalez. Leur rapport qualifie l'émeute de soulèvement spontané déclenché par John Oliver et exacerbé par les abus précédents des Américains. Ils citent également la présence d'obstructionnistes américains à Panama et les récentes pertes d'emplois liées à l'achèvement du chemin de fer comme facteurs contributifs. Ils nient toute préméditation ou connivence avec les autorités panaméennes.
Corwine recommande dans son rapport « l'occupation immédiate de l'isthme ». Le 19 septembre, un détachement de 160 militaires prend possession de la gare. La ville est calme et, trois jours plus tard, les troupes repartent sans avoir tiré un seul coup de feu. Selon les États-Unis, cette brève occupation était justifiée en vertu de l'article 35 de l'accord Mallarino-Bidlack pour sauvegarder la neutralité et le libre transit du Panama. En fin de compte, il ne s'agissait que de la première des interventions américaines au Panama.
Les États-Unis demandent réparation à la Nouvelle-Grenade pour les dommages et les pertes subis pendant l'émeute. Le traité Cass-Herran qui en résulte est ratifié en 1858. La Nouvelle-Grenade reconnaît sa responsabilité pour son incapacité à maintenir la paix. Une commission est créée pour examiner les réclamations et quelque 500 000 dollars sont accordés aux citoyens américains demandant des dommages et intérêts,.